# Dasyhelea bajensis
Dasyhelea bajensis är en tvåvingeart som beskrevs av Wirth 1978. Dasyhelea bajensis ingår i släktet Dasyhelea och familjen svidknott. Inga underarter finns listade i Catalogue of Life.